# Municipio de Washington (condado de Monroe, Ohio)
El municipio de Washington (en inglés: Washington Township) es un municipio ubicado en el condado de Monroe en el estado estadounidense de Ohio. En el año 2010 tenía una población de 511 habitantes y una densidad poblacional de 6,37 personas por km².

## Geografía
El municipio de Washington se encuentra ubicado en las coordenadas 39°37′31″N 81°10′2″O / 39.62528, -81.16722. Según la Oficina del Censo de los Estados Unidos, el municipio tiene una superficie total de 80.18 km², de la cual 80,16 km² corresponden a tierra firme y (0,02 %) 0,02 km² es agua.

## Demografía
Según el censo de 2010, había 511 personas residiendo en el municipio de Washington. La densidad de población era de 6,37 hab./km². De los 511 habitantes, el municipio de Washington estaba compuesto por el 97,26 % blancos, el 0,2 % eran amerindios y el 2,54 % eran de una mezcla de razas. Del total de la población el 0,2 % eran hispanos o latinos de cualquier raza.